# Brachycoryna melsheimeri
Brachycoryna melsheimeri là một loài bọ cánh cứng trong họ Chrysomelidae. Loài này được Crotch miêu tả khoa học năm 1873.